# Uno tranquillo/Allora hai vinto tu
Uno tranquillo/Allora hai vinto tu è un singolo del cantante italiano Riccardo Del Turco, pubblicato nel 1967.
Il brano Uno tranquillo è stato scritto da Daniele Pace, Lorenzo Pilat e Mario Panzeri; mentre la traccia dal titolo Allora hai vinto tu fu scritta da Giancarlo Bigazzi e Riccardo Del Turco.
Nel 1968 Ben Cramer ne realizza una cover in olandese di Uno tranquillo dal titolo Zai zai zai (testo di Ch. Kompagne), inserita nell'album Ben del 1969.
Nel 1969 la musica di "Uno tranquillo" è adattata da Joe Dassin per la canzone Siffler sur la colline.

## Tracce
Lato A
1. Uno tranquillo – 3:10

Lato B
1. Allora hai vinto tu – 3:15